# Bleptina actorisalis
Bleptina actorisalis là một loài bướm đêm trong họ Noctuidae.